# Hadidža
Hadidža je bila prva žena preroka Mohameda. 
Pred poroko z Mohamedom je bila vdova in dvakrat poročena. Bila je bogata in naj bi sama vodila svoje posle. Mohamed je bil v njeni službi in, ker ji je bil všeč, se je z njim poročila, kljub veliki starostni razliki. Ob poroki leta 595 je bila stara skoraj 40 let, medtem ko je bil on star šele 25 let. V zakonu mu je rodila hčerko Fatimo, bila pa je tudi prva oseba, ki je sprejela islam.
1. 1 2  Zeidan A. Khadijah
2. ↑  محمد بن جرير الطبري تاريخ الرسل والملوك: تاريخ الطبري